# Hans Hedin
Hans Hedin född den 6 oktober 1965, är en svensk författare inom Business Intelligence, dvs  underrättelseverksamhet inom den civila sektorn, omvärldsanalys och affärsutveckling. 1993 ledde han utvecklingen av nätverket BISNES (Business Intelligence & Strategy Network Sweden tillsammans med professor Stevan Dedijer från Lunds universitet. Hans Hedin var verksam som lärare och forskare vid Ekonomihögskolan vid Lunds Universitet under den första delen av 90-talet. Fokus var på hur svenska företag har arbetat med omvärldsanalys ur ett historiskt perpektiv samt hur multinationella företag använder omvärldsanalys som ett konkurrensmedel.. Hans Hedin hade Stevan Dedijer (professor underrättelseanalys vid Lunds universitet) samt William Colby (CIA Director 1973-76) som mentorer. 
Mellan 1999 och 2003 ansvarade han för den svenska delen av den internationella branschorganisationen Society for Competitive Intelligence Professionals . 
Mellan  2003-2013 var han ansvarig för utveckling av det globala omvärldsanalysnätverket Global Intelligence Alliance samt ansvarade för området "Intelligence Best Practices" och hjälpte globala företag som Ericsson, Merck, Philips, P&G att utveckla sina verksamheter för omvärlds- och marknadsanalys. Global Intelligence Alliance nätverket omfattade hundratals företag och tusentals personer som arbetade med underrättelseinhämtning och analys i Europa, Asien, Kina, Ryssland, Nord- & Sydamerika samt Afrika.
Sedan 2022 är Hedin chef för Strategic Foresight  & Intelligece vid den svenska myndigheten Post-& telestyrelsen. 

## Publikationer
- Hedin, et.al The Handbook of Market Intelligence: Understand, Compete & Grow in International Markets, Wiley & Sons (2011, 2014 (2nd ed.)
- Hans Hedin & Björn Sandström, Företagets Omvärldsradar: Omvärldsanalys och fläckiga ugglor, Liber (2006)
- Hans Hedin,  Evolution of Competitive Intelligence in Sweden, Journal of Competitive Intelligence & Managment Vol. 02 No. 03 (2004)
- GIA White Papers - World Class Market Intelligence Series (2004-2013)